# Prudnoje (Kaliningrad, Osjorsk)
Prudnoje (russisch Прудное, deutsch Brindlacken, 1938–1945 Kleinfritzenau) ist ein Ort in der russischen Oblast Kaliningrad. Er gehört zur kommunalen Selbstverwaltungseinheit Munizipalkreis Osjorsk im Rajon Osjorsk.

## Geographische Lage
Prudnoje liegt östlich von Osjorsk (Darkehmen/Angerapp) an der Kommunalstraße 27K-177, welche die Rajonstadt (6 Kilometer) mit Gawrilowo (Gawaiten/Herzogsrode) (10 Kilometer) verbindet. Ein Bahnanschluss besteht nicht.

## Geschichte
In dem kleinen Gutsdorf mit dem früheren Namen Brindlacken lebten im Jahre 1818 34 Menschen, deren Zahl bis 1863 auf 40 anwuchs. Am 6. Mai 1874 war Brindlacken einer der elf Gutsbezirke bzw. Landgemeinden, die den neuen Amtsbezirk Wilhelmsberg (heute russisch: Jablonowka) bildeten. Er gehörte bis 1945 zum Landkreis Darkehmen (1938–1946 Angerapp) im Regierungsbezirk Gumbinnen der preußischen Provinz Ostpreußen.
Im Jahre 1907 zählte Brindlacken 56 Einwohner. Am 17. Oktober 1928 büßte das Gutsdorf seine Selbständigkeit ein und wurde in die Landgemeinde Kermuschienen eingemeindet. Als diese am 3. Juni 1938 (mit amtlicher Bestätigung vom 16. Juli 1938) aus politisch-ideologischen Gründen den neuen Namen „Fritzenau“ erhielt, bezeichnete man den Ortsteil Brindlacken als „Kleinfritzenau“.
Im Januar 1945 wurde der Ort von der Roten Armee besetzt. Die neue Polnische Provisorische Regierung ging zunächst davon aus, dass er mit dem gesamten Kreis Darkehmen (Angerapp) unter ihre Verwaltung fallen würde. Im Potsdamer Abkommen (Artikel VI) von August 1945 wurde die neue sowjetisch-polnische Grenze aber unabhängig von den alten Kreisgrenzen anvisiert, wodurch der Ort unter sowjetische Verwaltung kam. Die polnische Umbenennung des Ortes in Brodławki im Februar 1949 wurde (vermutlich) nicht mehr wirksam. Im Juli 1950 erhielt er den russischen Namen Prudnoje und wurde dem Dorfsowjet Bagrationowski selski Sowet in Rajon Osjorsk zugeordnet. Von 2008 bis 2014 gehörte Prudnoje zur Landgemeinde Gawrilowskoje selskoje posselenije, von 2015 bis 2020 zum Stadtkreis Osjorsk und seither zum Munizipalkreis Osjorsk.

## Kirche
Mit seiner überwiegend evangelischen Einwohnerschaft war Brindlacken/Kleinfritzenau vor 1945 in das Kirchspiel Wilhelmsberg (Jablonowka) eingepfarrt. Es lag im Kirchenkreis Osjorsk (Darkehmen, 1938–1946 Angerapp) in der Kirchenprovinz Ostpreußen der Kirche der Altpreußischen Union. Letzter deutscher Geistlicher war Pfarrer Johannes Schenk.
Nach dem Verbot aller kirchlichen Aktivitäten in der Zeit der Sowjetunion kam es in den 1990er Jahren im Nachbarort Kadymka (Eszerningken/Escherningken, 1938–1946 Eschingen) zur Bildung einer neuen evangelischen Gemeinde. Sie schloss sich der Propstei Kaliningrad innerhalb der Evangelisch-Lutherischen Kirche Europäisches Russland an. Die pfarramtliche Betreuung obliegt den Geistlichen der Salzburger Kirche in Gussew (Gumbinnen).